# Zumunta AC
Der Zumunta Athlétic Club, auch als Zumunta AC oder kurz ZAC bekannt, ist ein nigrischer Fußballklub mit Sitz in der Hauptstadt des Landes Niamey.

## Geschichte

### Erfolgreiche Zeit in den 1980er und 1990er Jahren
Wann genau der Klub gegründet wurde, ist unbekannt.
In der Saison 1978 nahm der ZAC am African Cup Winners’ Cup teil, wo man in der Qualifikationsrunde scheiterte. Die erste Meisterschaft in der nationalen Liga errang der Club 1985, womit die erfolgreichste Zeit des Vereins begann und man 1988 die zweite Meisterschaft errang. 1992 nahm das Team erstmals am CAF Cup teil, und 1993 erreichte man in diesem das Viertelfinale. In der Saison konnte man den dritten Meistertitel einfahren. 1994 gewann das Team den Niger Cup und nahm demzufolge am Cup Winners’ Cup teil. Seither errang die Mannschaft keinen Titel und nahm auch nicht an internationalen Turnieren teil.

### Abstieg und Inkonsistenz in der Ligazugehörigkeit
In der Saison 2000 platzierte sich ZAC zum 4. Juni 2000 auf dem siebten (vorletzten) Platz der Gruppe A in der ersten Phase der Saison. Aufgrund des besseren Torverhältnisses gegenüber Danbaskoré wäre man vor einem Abstieg sicher gewesen. Am 12. Januar 2001 wiederum verkündete der Präsident des nationalen Verbandes, den Abstieg von Zumunta. Eine Partie vom 25. März 2000 die von Danbaskoré gegen Akokana verloren wurde, wurde nun als Sieg für diese gewertet. Als Protest gegenüber dieser Entscheidung entschieden sich mehrere Teams, bis zum 24. März 2001 nicht am Spielbetrieb teilzunehmen. Stattdessen richteten diese Mannschaften eigene Turniere aus, an denen Zumunta teilnahm.
Die Saison 2002, wurde wegen finanzieller Schwierigkeiten auf Seiten des Verbandes nicht ausgetragen. In der Spielzeit 2003, nun in zwei Gruppen gespielt, war ZAC in der ersten Spielklasse zurück. Die Saison 2008 wurde als kurzes Turnier ausgetragen. Als Letzter musste man an den Abstiegs-playoffs teilnehmen. Hier drittplatziert stieg man ab. Als Sieger der Zweiten Division kehrte man nach der Saison 2010/11 in die höchste Liga zurück. Nach der Saison 2014/15 stieg die Mannschaft mit 16 Punkten als letzter aus dem Oberhaus ab. Derzeit hält sich der Klub in der zweitklassigen Ligue National auf.

## Stadion

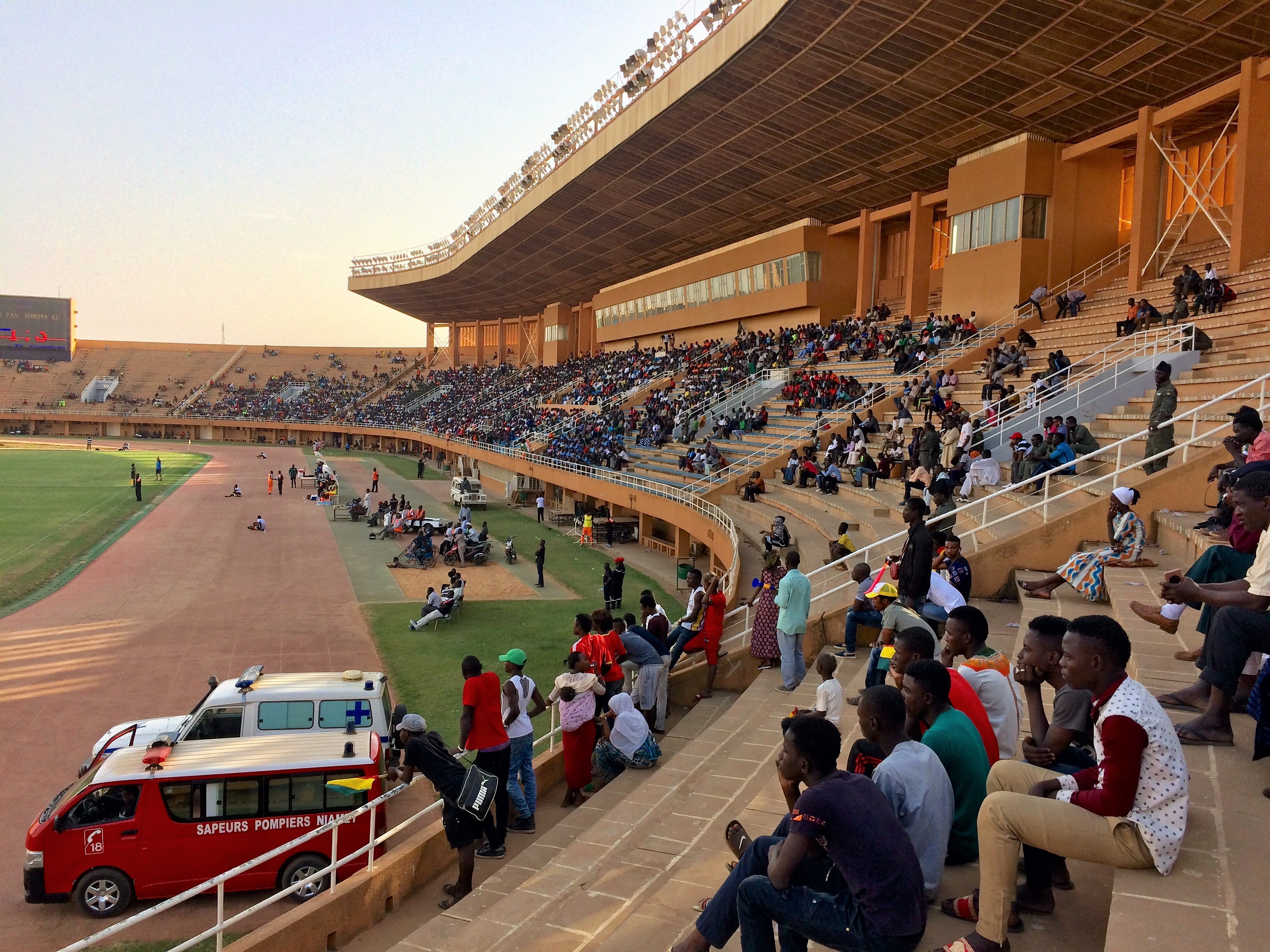
General-Seyni-Kountché-Stadion

Der Verein trägt seine Heimspiele im General-Seyni-Kountché-Stadion in Niamey aus. Das Stadion hat ein Fassungsvermögen von 35.000 Personen.